# Artur Bartłomiej Chmielewski
Artur Bartłomiej Chmielewski (ur. 1957 w Warszawie) – polski naukowiec, pracownik Jet Propulsion Laboratory (używa niekiedy zamiennie formy drugiego imienia Bartosz), w 2014 jeden z menedżerów projektu Rosetta z ramienia NASA.

## Życiorys
Syn rysownika Henryka Chmielewskiego („Papcia Chmiela”), autora serii komiksów Tytus, Romek i A’Tomek oraz brat Moniki Lehman, graficzki i twórczyni gobelinów. Studiował w University of Michigan i University of Southern California, ukończył mechanikę i informatykę. Następnie podjął wakacyjną pracę w fabryce samochodów Forda, dzięki czemu później, w JPL, zaproponowano mu pracę przy projektach marsjańskiego łazika elektrycznego; następnie podjął pracę przy misjach sond kosmicznych Galileo, Ulysses i Cassini-Huygens, a także – w 2014 w projekcie „Arctic Radiation IceBridge Sea and Ice Experiment” i w misji Rosetta.
W 2021 roku wydał książkę dla dzieci i młodzieży pt. Kosmiczne wyzwania. Jak budować statki kosmiczne, dogonić kometę i rozwiązywać galaktyczne problemy razem z dziennikarką Eweliną Zambrzycką-Kościelnicką. Książka jest ozdobiona jedną z ostatnich wykonanych przed śmiercią grafik Papcia Chmiela.
W NASA ze względu na problemy z wymówieniem polskiego nazwiska Chmielewskiego nazywają go ABC – od pierwszych liter imion i nazwiska. Ojciec wybrał specjalnie imiona tak, żeby utworzyć akronim ABC.